# Да Фермо, Оливеротто
Оливеро́тто Уффреду́ччи (итал. Oliverotto Euffreducci), известный как Оливеро́тто да Фе́рмо (итал. Oliverotto da Fermo; 1475, Фермо — 31 декабря 1502, Сенигаллия) — итальянский кондотьер и правитель Фермо в период понтификата Александра VI. Его жизнеописание дано в труде Никколо Макиавелли «Государь».

## Биография

### Молодость и взлёт
Юффредучи родился в городе Фермо. Осиротев в младенчестве, на протяжении всего детства Оливеротто воспитывался своим дядей по материнской линии Джованни Фольяни. В юности он попал на службу к Паоло Вителли, где он освоился с военной наукой. В 1495 году Оливеротто вместе с Паоло сражался сначала в Пизе, а потом в Неаполе на стороне французов. Несколько лет спустя они воевали против венецианцев. В 1499 году, Оливеротто и Паоло сражались на стороне Флорентийской республики против Пизы, однако оба были обвинены в измене. Вителли был сразу же казнён, а Оливеротто был помилован благодаря вмешательству правительства Фермо. После смерти Паоло, он перешёл под начало его брата Вителлоццо Вителли, и оба вскоре поступили на службу к Чезаре Борджиа. Будучи сильным и храбрым человеком, скоро Оливеротто из Фермо стал первым лицом в войске. Не желая более кому-то подчиняться, он задумал овладеть Фермо. Для этого он написал письмо своему дяде, что „желал бы посетить родные места, а заодно определить размеры наследства“. Также он попросил оказать ему торжественный приём с участием всех жителей города. Не ожидая ничего плохого от своего племянника, Джованни Фольяни сделал всё как надо и встретил его с почестями. Спустя несколько дней своего приезда на родину, Оливеротто пригласил дядю и всех именитых людей Фермо на торжественный пир к себе домой. Как пишет Макиавелли:
После того как покончили с угощениями и с принятыми в таких случаях увеселениями, Оливеротто с умыслом повёл опасные речи о предприятиях и величии папы Александра и сына его Чезаре. Но когда Джованни и другие стали ему отвечать, он вдруг поднялся и, заявив, что подобные разговоры лучше продолжить в укромном месте, удалился внутрь покоев, куда за ним последовал дядя  и другие именитые гости. Не успели они, однако, сесть, как из засады выскочили солдаты и перебили всех, кто там находился.
После этой резни Оливеротто поскакал верхом к городскому дворцу и осадил заседавший там высший магистрат. Перепуганные члены правительства сразу признали власть Оливеротто. Позже он подчинил себе и соседние государства. 

### Падение и наследие

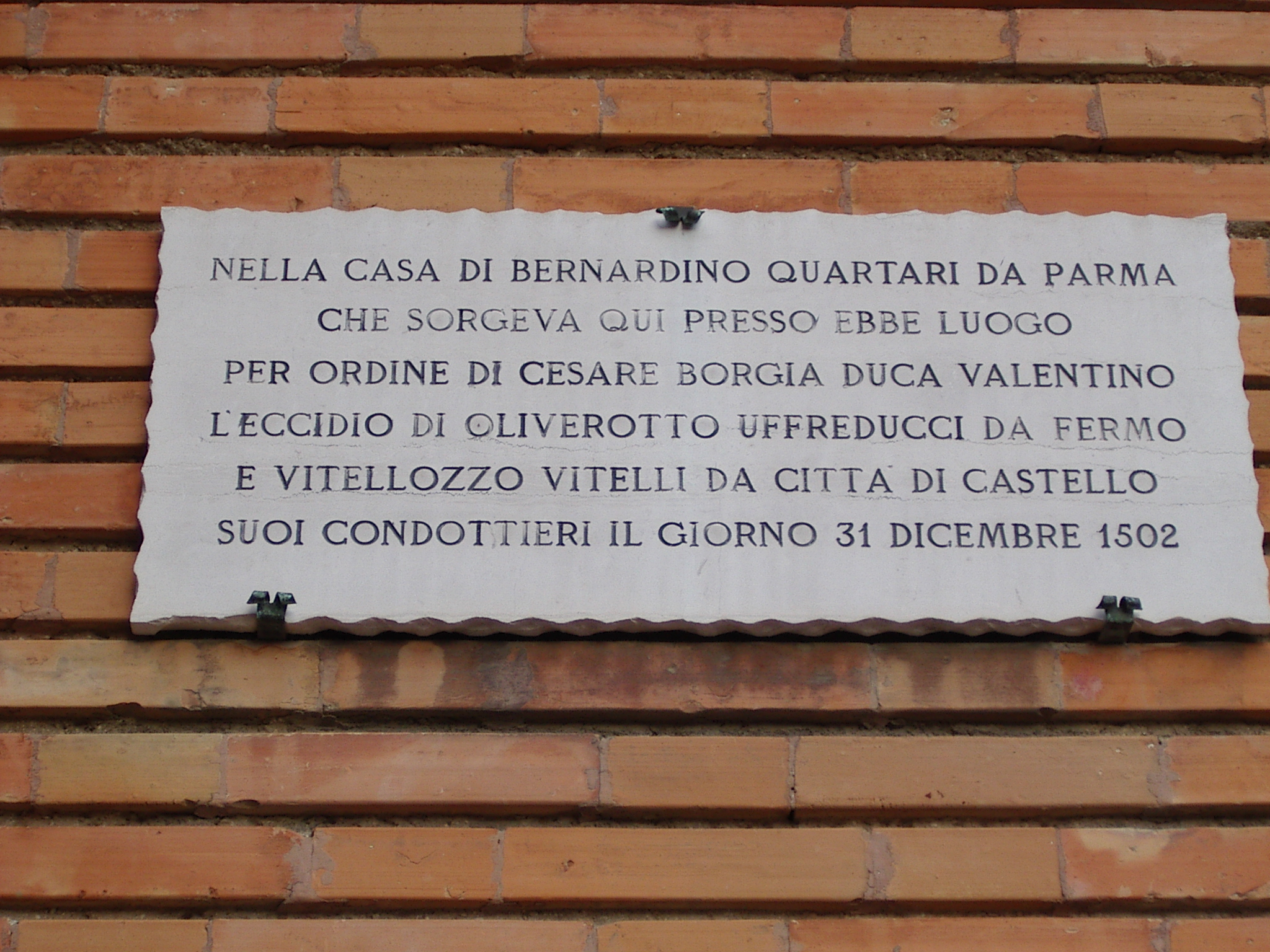
Мемориальная доска с именами Оливеротто да Фермо и Вителлоццо Вителли в городе Фермо.

В мае 1502 года Оливеротто завоевал для Чезаре Борджиа город Камерино. Однако, осознавая, что герцог становится всё сильнее, он принял участие в тайном собрании 9 октября в Ла-Маджоне вместе с Паоло и Франческо Орсини, Родольфо Бальони и Пандольфо Петруччи, Вителли и другими. Хотя Оливеротто был против плана Паоло Орсини о примирении с Чезаре, тем не менее он взял Сенигаллию для герцога. Однако это не повлияло на замыслы Борджиа, и 31 декабря 1502 года Оливеротто и Вителли были схвачены и задушены (вероятнее всего, наёмником Чезаре Микелетто Корелья). После смерти Оливеротто правителем Фермо стал его сын Лодовико, который владел городом вплоть до своей смерти в битве при Монтеджорджо в 1520 году. После этого, Фермо снова стал подчиняться непосредственно Святому Престолу.
Как и Агафокл, Оливеротто из Фермо увековечен в трактате Никколо Макиавелли «Государь» как один из лидеров, пришедших к власти преступным путём. Он изображён как жестокий и хитрый человек.

## В культуре
Оливеротто да Фермо упоминается в компьютерной игре Assassin's Creed: Brotherhood и появляется в короткометражном мультфильме Assassin's Creed: Ascedance, снятом по мотивам игры.